# اسپالانزانی ۱۰۳۵۰
سیارک ۱۰۳۵۰ (به انگلیسی: 10350 Spallanzani، نامگذاری:1992OG2) ده هزار و سیصد و پنجاهمین سیارک کشف شده‌است که در ۲۶ ژوئیه ۱۹۹۲ کشف شد.
قدر مطلق سیارک برابر ۲۳٫۴ است.